# コルンムーメ

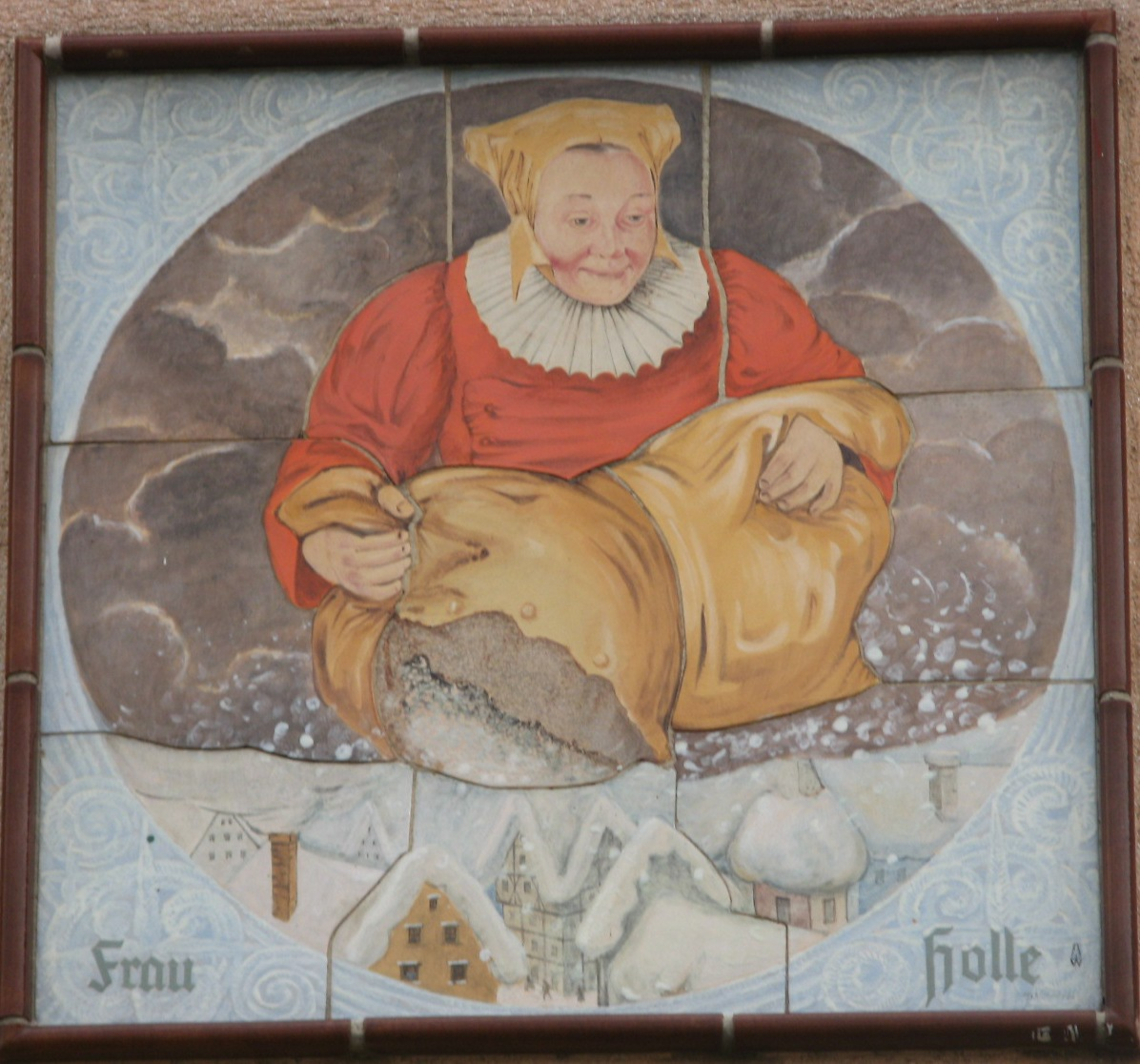
雪を降らせるホレばあさん（コルンムーメ）

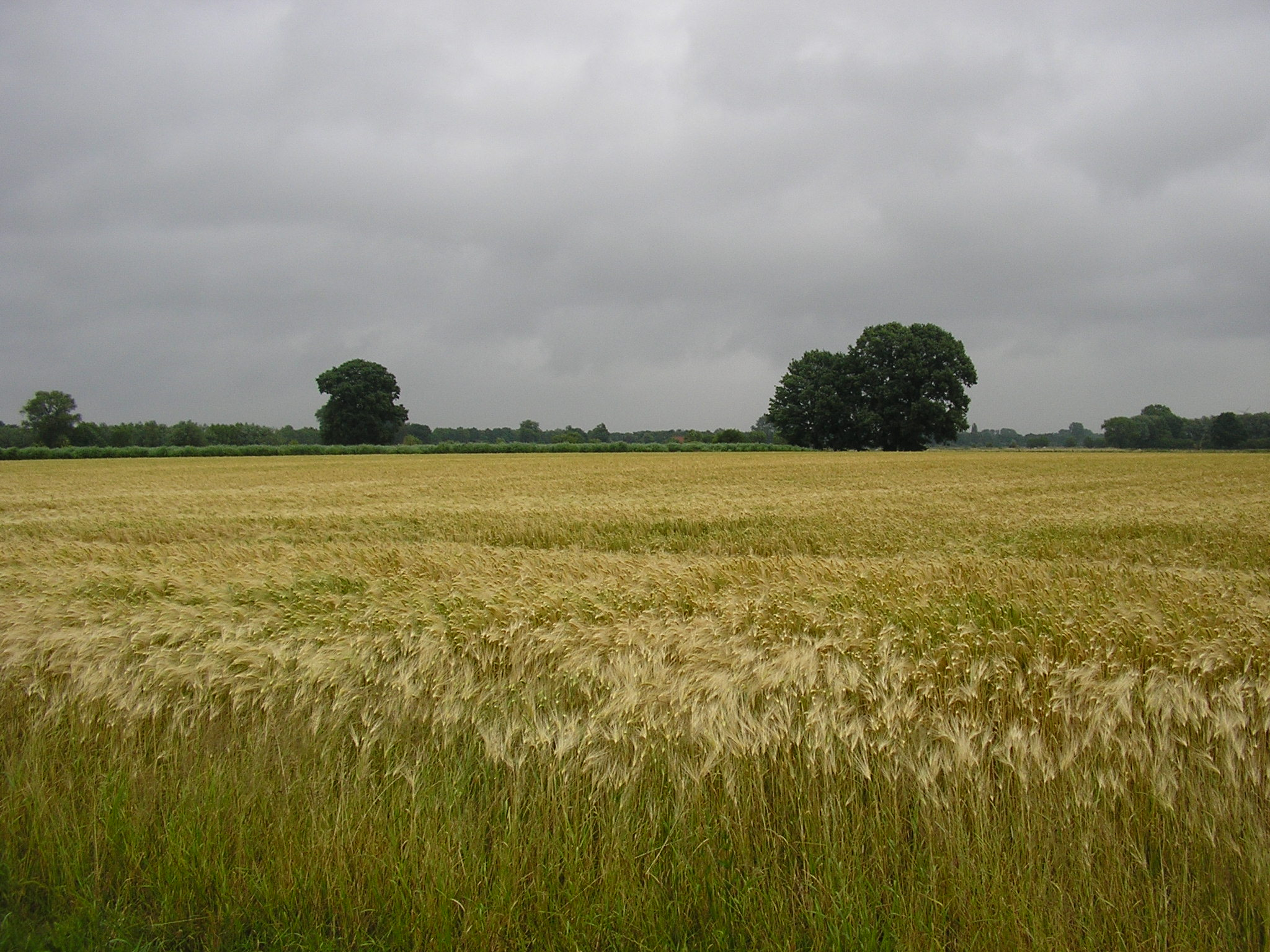
ドイツ、リュベッケ北部の小麦畑

コルンムーメ（独：Kornmöhme）は、ドイツに伝わる穀物の精霊である。

## 概要
オオムギやコムギ、ライムギが成長し、穂が出るころになると、風が吹くようになる。農民は、この風をコルンムーメ（麦ばあさん）と呼び、麦が育つのを見守り、受粉を助けるべく風を送っていると考え、みだりに畑に入るのを控えた。コルンムーメはコルンムッター（麦の母親）とも、またホレばあさん（ホレおばさん）とも呼ばれる。ゲルマンの民間信仰では、ホレばあさんがベッドを直すため、羽布団を叩いた時の、こぼれた羽が雪になるのだといわれる。ムギが育って熟れるころになると、大人たちは子供に、畑には、灰色の髪に赤い目のコルンムーメがいて、子供たちをさらって食べてしまうと警告する。子供たちが勝手に畑に入って、麦を荒らすのを防ぐためである。また、畑にコルンムーメの子のコルンキントがいることもある。コルンキントもまた人間の子供をさらって行く。しかし、コルンムーメは、元々は穀物を守る精霊である。一説にはウォーダン（オーディン）の妻フレイアであるとも考えられている。地域によっては、風がムギ畑を渡る様はヒツジの群れに例えられたり、「風の天使」と呼ばれたりもする。
また、ドイツとポーランドにまたがるポメラニア地方の、ドイツ側のポンメルン州では、6本の足を持つライ麦オオカミがいるため、子供は畑に入ることを戒められる。穀物の精霊は動物になるともいわれ、オオカミは特にそう考えられた。真夏の暑い時期、農作業をしている農民が暑さにやられて倒れたりすると、「ライ麦オオカミに噛みつかれる」と表現される。

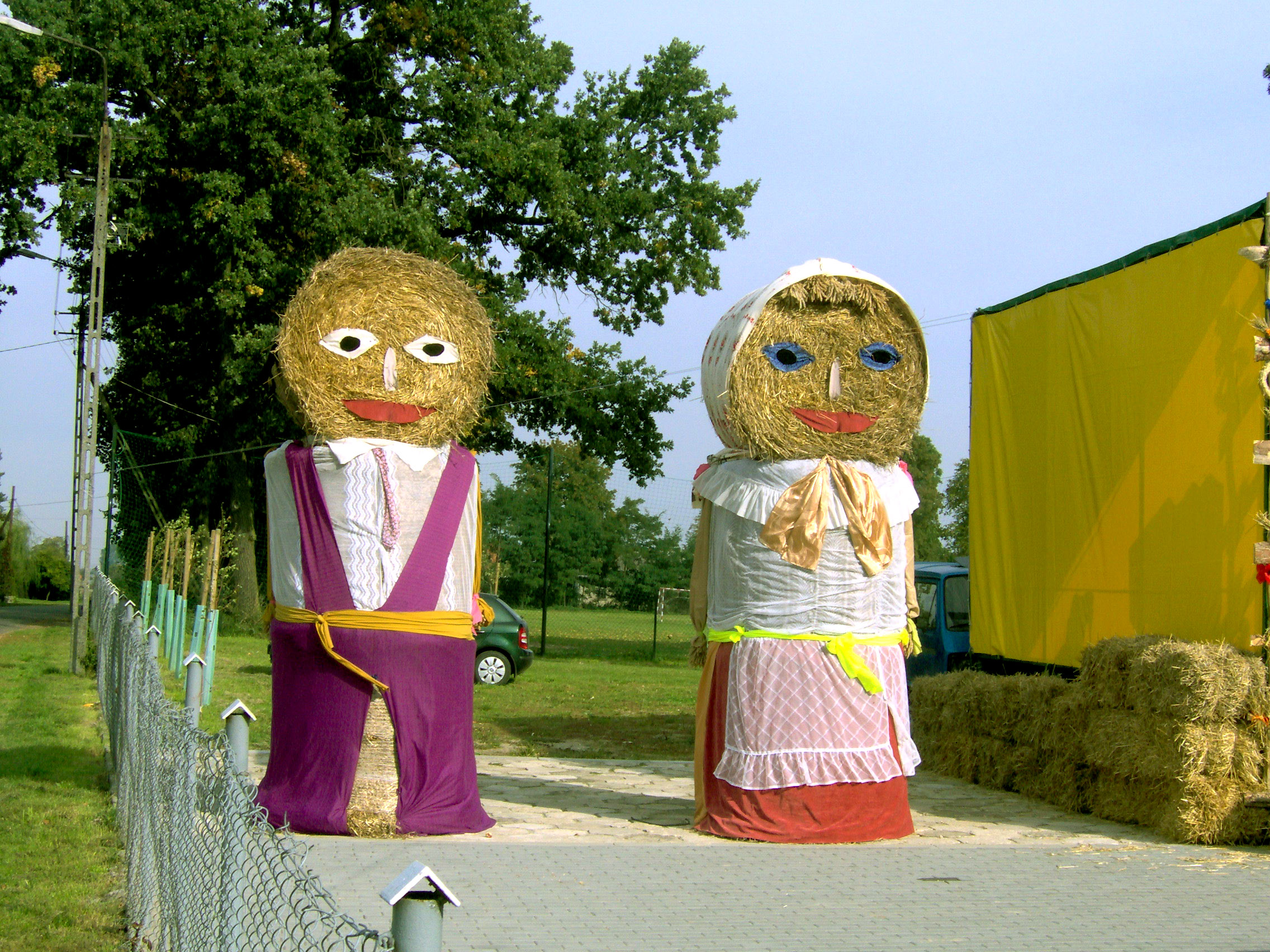
ポーランド領ポメラニア地方の巻きワラ人形

## 豊穣祈願のコルンムーメ
ムギの刈り入れの際には、まず穀物の精霊に捧げるために、3束もしくは穂を3つ刈り取る。それを大地の上に十字型に置く。17世紀頃までは、ウォーダンにこの初穂を捧げたといわれる。また、麦刈りの作業中に、地主や管理人がやって来ると、その人の腕にワラの束を結び付けて、首に花輪を掛け、その日のご馳走をねだる。刈り入れが終わると、豊穣を願って、残してあった麦束でコルンムーメを作り、服を着せて立たせておく。最後にこれも刈り取って、収穫祭に同席させ、解体する。地域によっては、オオカミやネコ、ヤギの形にする。また、麦じいさんという、ヒゲをはやした老人の形にすることもある。これは、ウォーダンを模したものである。